# Paul W. Downs
Paul W. Downs, född 21 november 1982 i Sussex i New Jersey, är en amerikansk skådespelare, manusförfattare, regissör och producent.
Downs har bland annat medverkat i TV-serierna Broad City och Hacks i vilka han även medverkat som manusskrivare, regissör och producent. Han har även medverkat i filmen Rough Night.

## Filmografi i urval
- 2014–2019 – Broad City (TV-serie)
- 2017 – Rough Night
- 2021–2024 – Hacks (TV-serie)